# Helmut Jacob (Pomologe)
Helmut Jacob (* 10. April 1940 in Leipzig; † 16. Oktober 2020) war ein deutscher Gartenbauwissenschaftler mit Schwerpunkt in der Pomologie. Er war langjähriger Leiter des Instituts für Obstbau an der Forschungsanstalt Geisenheim und bekannt für die Züchtung diverser Obstsorten und Unterlagen.

## Tätigkeit
Nach seiner Promotion an der Justus-Liebig-Universität Gießen (JLU) mit dem Thema „Untersuchungen zur Thermotherapie von Steinobstvirosen“ und Dozententätigkeiten am Institut für Obstbau der JLU übernahm er 1978 die Leitung des Instituts für Obstbau an der Forschungsanstalt Geisenheim, welche er bis 2005 innehatte.
Aus seiner Züchtungsarbeit gingen folgende Zwetschgensorten für den Frischverzehr hervor:
- Topfive (1987)
- Topper (1988)
- Topking (1988)
- Tophit Plus (1988)
- Top 2000 (1991)
- Topfirst (1993)
- Topstar Plus (1993)
- Toptaste (1994)
- Topgigant Plus (1994)
- Topend Plus (1994)

Für die Verarbeitung sind folgende Sorten gedacht:
- Bellamira (1994)
- Miragrande (1995)
- Aprimira

Folgende Birnenzüchtungen stammen von ihm:
- Schöne Helene
- Jaco

Des Weiteren ist Jacob Züchter der Birnenunterlage Pyrodwarf und der Pfirsiche/Nektarinenunterlage Pumiselekt.
Helmut Jacob hat außerdem intensive Züchtungsarbeit geleistet, was columnare Apfelsorten angeht, die sich durch Säulenwuchs auszeichnen. Keine der Selektionen konnten sich bisher im kommerziellen Apfelanbau durchsetzen.

## Werke
- mit Walter Hartmann, Manfred Fischer, Eckhart Fritz, Franz-Xaver Ruess, Olaf Möller, Markus Zehnder: Farbatlas Alte Obstsorten. 5. überarbeitete Auflage, Ulmer, Stuttgart 2015, ISBN 978-3-8001-0316-4